# 파킨 캄윌라이삭
파킨 캄윌라이삭(태국어: ภาคิน คำวิลัยศักดิ์, 영어: Phakin Khamwilaisak, 1986년 8월 29일 ~ )은 태국의 배우, 가수이다.